# Humban-Haltaš I.
Humban-Haltaš I. war ein elamitischer König, der von 688 bis 681 v. Chr. regierte. Er ist bisher nur aus einer babylonischen Chronik bekannt. Dort wird berichtet, dass er an Fieber erkrankte und daran starb. Ihm folgte sein Sohn Humban-Haltaš II.
| Vorgänger     | Amt                        | Nachfolger        |
| ------------- | -------------------------- | ----------------- |
| Humban-numena | König von Elam Spätes Elam | Humban-Haltaš II. |